# استراتيجية الدفع والجذب

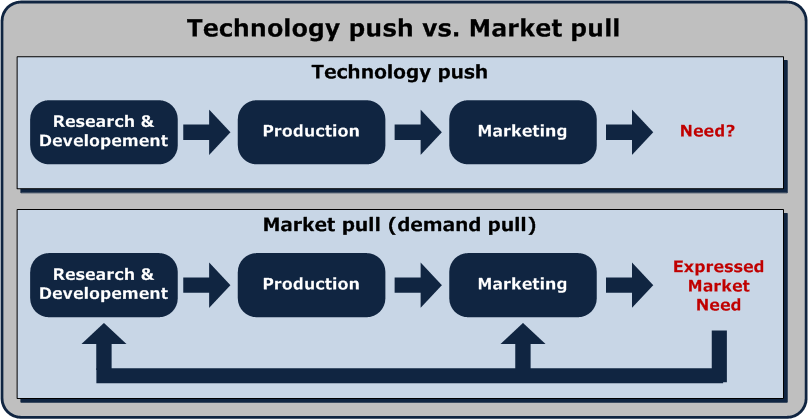

استراتيجية الدفع والجذب  أو استراتيجية الدفع والسحب (بالإنجليزية: Push–pull strategy)‏ من أكثر الأنظمة شيوعا في سلسلة التوريد هي عمليتاوذلك تزامنا مع الازدياد في العمليات العالمية والتوسع في سلاسل التوريد. كما يستخدم مصطلح «الدفع» و«السحب» لوصف جزء من الاستراتيجية التجارية للشركة. فالمنتجين يدفعون أي منتج جديد من خلال عمليات البحث والتطوير والإنتاج والتسويق في الأسواق دون النظر هل سوف تفي بحاجات المستهلكين أم لا.
في المقابل، فإن عملية الإنتاج التي تكون على أساس نموذج الدفع التي تم تطويرها من قبل عمليات البحث والتطوير استجابة لحاجة السوق التي تم تحديدها. فسلسلة التوريد دائما تكون مزيج من الدفع والسحب معا.

## تاريخ
أصل الفكرة التي بني على أساسها «نموذج الدفع Push Model» هي لجوزيف شومبيستر 
Joseph Schumpeter. عثر شومبيستر أثناء عمله على العديد من العناصر المتصلة ذات الأسس والفرضيات المختلفة وتدعى ب Technology push, monopoly push and demand pull. وفي كتابه «نظريات التنمية الاقتصادية»The Theory of Economic Development قال شومبيستر بأن العملية التنموية هي نتيجة القدرة الابتكاريه لصاحب المشروع وعرضه علو وسائل جديدة للإنتاج. ولكن شومبيستر لم يوضح من أين أتى بهذا الأسلوب الجديد للتنمية، ولكن المنظمون افترضوا أنه ينظر لها من وجهة نظر اقتصاديه. ووفقا لشومبيستر ; فإن دفع نوع جديد من التكنلوجيا هو أكثر أهمية من التأقلم من الاأنماط التقليدية.
علاوة على ذلك ; فإن المنتجات المبتكرة تؤدي إلى خلق صناعات جديده لم توجد من قبل، وبالتالي فهي أكثر أهمية من الابتكارات العملية المتواجده التي تؤدي إلى زيادة الطلب فقط. (3)

## مميزات
التقليل من المخاطر مع الاحتفاظ بأعلى مستوى للمخزون في حال انخفاض مستوى الأرباح وزيادة حجم المنتجات الذي يرافقه زيادة في تكلفة التخزين.في هذه الحالة سوف يتجه المستهلكين إلى خيارات أخرى متوفره في الوقت الحالي 
فعلى سبيل المثال: إذا ذهب شخص إلى المتجر بنية شراء نوع من أنواع الصابون وتفاجأبانه غير متوفر 
هل سوف ينتظر لحين أن توفر له هذا المنتج؟؟
في معظم الحالات فإن الجواب لا.. ومعظم المستهلكين سيقومون بشراء منتج اخر ممثال يستوفي متطلباتهم.
في هذه الحالة فإن عملية التحول من نوع إلى اخر ليس المقصود بها فقدان عملية البيع هذه وإنما قد تتسبب في تبديل دائم من قبل المستهلك لهذه العلامة التجارية وهذا هو السبب الرئيسي لاستخدام نموذج الدفع "Push Models " من قبل الشركات.
II) ميزة أخرى لنموذج الدفع وهي السيطرة والقدرة على التنبؤ لسلسة التوريد " supply Chain "، ولهذا فإن كثير من الشركات لها علاقة تاريخيه ووطيده بهذا النموذج "Push Models ".
فإذا كان الطلب على منتجات مثل الصابون (لنوع معين أو ماركه معينه) مستقرة إلى حدما، فإن عملية التصنيع والنقل تكون مبنيه على مراقبة حركة المواد وتوقفها.كذلك فإن إدارة المخزون والتحكم به تكون أسهل بكثير سواء لتلبية متطلبات منتج جديد أو تجديد منتج سابق.
III)	واخر ميزه لنموذج الدفع" Push Models " هو بحثه في وسائل النقل باعتبارها عامل اقتصادي مهم ومؤثر في حجم الأعمال فإذا كانت كل عملية نقل يتم شحنها بكميات كبيره ; فإن من المتوقع ان سعر كل وحده إنتاجيه سينخفض.
فالهدف هنا هو تخفيض تكلفة النقل والخدمات اللوجستيه لكل وحده إنتاجيه.(1)

## أمثلة على ذلك
شركة ديل لأجهزة الكمبيوتر اعتمدت في سلسلة التوريد الخاصة بها على أساس مزيج من الدفع والسحب ; فمستويات المخزون من المكونات الفردية هي التي تحدد توقعات الطلب العام من الممولين أو المنتجين ولكن التجميع النهائي هو استجابة لطلب العملاء. هو تعبير عن سلسلة التوريد بمفهومها الكلاسيكي والذي تبنى فكرته على طرح المنتجات بشكل دوري ومنتظم من قبل الممولين دون أن تكون هنالك حاجه لطلب المنتج أو حصول نقص فيه.